# مذبحة توميريمو 2018
مذبحة توميريمو 2018 تعد المذبحة الثالثة على الأقل لعمال المناجم في مدينة توميريمو الفنزويلية منذ عام 2016. حدثت خلال ثلاثة أيام اعتبارًا من 14 أكتوبر 2018، ويُشتبه في أن مجموعة حرب العصابات الكولومبية مسؤولة عن جرائم القتل.

## الهجوم
كان عمال المناجم الذين تعرضوا للهجوم في منجم لوس كاندادوس. ادعى السياسي المعارض للولاية أميريكو دي غراتسيا أن الجثث التي تم العثور عليها كانت لأربعة رجال و3 نساء. كما نشر سلسلة تغريدات تُظهر عدة جثث بما في ذلك جثث مصابين بطلقات نارية تُظهر كيف قُتلوا وهُجروا. عاد خمسة ناجين من الهجوم إلى قريتهم للإبلاغ عن الأحداث، وبحسب ما ورد أصيب ستة أشخاص.

## المشتبه بهم
ووفقًا لصحيفة الغارديان فإن عائلات الضحايا تلقي باللوم على جماعة حرب العصابات الكولومبية وجيش التحرير الوطني، وأن هذه المجموعة مدعومة من الرئيس الفنزويلي نيكولاس مادورو. تم وصف هذه الأنواع من الهجمات سابقًا بأنها نوع من حرب العصابات بين عصابات التعدين، لكن يُزعم أن جيش التحرير الوطني اليساري ومادورو يحاولان تعطيل الإنتاج وجمع أرباح التعدين وفقًا لتقارير تحليلية.

## الاستجابات
تم إغلاق الشركات والمدارس المحلية للتحقيق الذي استمر عدة أسابيع. زاد الهجوم من استياء المعارضة من تواطؤ الحكومة المفترض مع الجريمة المنظمة وإيواء الإرهابيين الكولومبيين. ولفتت انتباه وسائل الإعلام الدولية إلى أعمال العنف في المناطق النائية من البلاد. يُنظر إليه على أنه الأسوأ من بين العديد من المجازر التي شهدتها المنطقة منذ مجزرة عام 2016. بعد الأحداث بوقت قصير وقرب نهاية أكتوبر اندلع العنف المسلح في تومريمو التي يقول دي غراتسيا إنها بدأت بوجود القوات العسكرية الحكومية. في 31 أكتوبر وقع الرئيس الأمريكي دونالد ترامب أمرًا تنفيذيًا يفرض عقوبات على تجارة الذهب غير المشروعة في فنزويلا. كان منجم لوس كانادوس عملية غير قانونية.